# 襄垣通济桥
襄垣通济桥，位于山西省长治市襄垣县护城河上（古韩镇），明代创建，清初重修，为单孔石券桥，南北走向。
2016年6月6日，襄垣通济桥作为古韩镇古建筑群的一部分，公布为第五批山西省文物保护单位，编号5-76。